# Nokia 6610i

Nokia 6610i are dimensiunile de 106 x 44 x 19 mm.

## Conectivitate
Pe partea de sus a telefonului se găsește un port de infraroșu pentru transferul de fișiere între computer și telefon. Pe partea de jos este un conector Pop-Port.

## Multimedia
Telefonul are MMS, radio FM stereo.